# Élan Ricardo
Élan Ricardo, né le 20 février 2004 à Barranquilla en Colombie, est un footballeur colombien qui évolue au poste de milieu central au Beşiktaş JK.

## Biographie

### La Equidad
Né à Barranquilla en Colombie, Élan Ricardo grandit à Bogota. Il est formé par le CD La Equidad, qu'il rejoint à l'âge de onze ans. Il joue son premier match en professionnel avec ce club le 30 août 2023, lors d'une rencontre de coupe de Colombie face à l'Atlético Bucaramanga. Il entre en jeu et son équipe s'impose par deux buts à zéro.
Le 10 février 2024, Ricardo inscrit son premier but en professionnel, lors d'une rencontre de première division colombienne face au Deportes Tolima. Il est titularisé et marque le but égalisateur sur penalty (1-1 score final). Il marque de nouveau lors de la journée suivante, le 14 février 2024, contre le Rionegro Águilas en ouvrant le score, mais son équipe concède finalement le match nul (1-1 score final).

### Beşiktaş JK
Le 11 février 2025, Élan Ricardo rejoint la Turquie en signant en faveur du Beşiktaş JK. Il signe un contrat de trois ans et demi. Le transfert est estimé à 2 millions d'euros avec un pourcentage à la revente.